# Jacek Wołoszczuk
Jacek Wołoszczuk (ur. 30 lipca 1980 w Gliwicach) – polski basista, założyciel i lider zespołu Stay Heavy. Był także współzałożycielem zespołu Heretique, który powołał wraz z Grzegorzem Celejewskim. Opuścił tę grupę w 2008 roku. W latach 1999 – 2002 był członkiem zespołu Vox Interium, z którym nagrał debiutancką płytę Zymosis of Souls.

## Instrumentarium
Gitary basowe
- Epiphone Thunderbird Pro V EMG 40DC humbucker pickups
- Ibanez BTB675 NTF
- Ibanez TR Series

Wzmacniacze i kolumny głośnikowe
- MG Bass 100
- Kustom G810HJM  G-Series John Moyer Signature

Struny gitarowe
- Ernie Ball

## Dyskografia
- Vox Interium – Ostatni... (demo, 2000)[5]
- Vox Interium – Zymosis of Souls (LP, 2001)[6]
- Stay Heavy – R.I.S. (EP, 2011)[7]